# Доње Седларце
Доње Седларце (мкд. Долно Седларце) је насељено место у Северној Македонији, у северозападном делу државе. Доње Седларце припада општини Брвеница.

## Географски положај
Насеље Доње Седларце је смештено у северозападном делу Северне Македоније. Од најближег већег града, Тетова, насеље је удаљено 6 km југоисточно.
Доње Седларце се налази у доњем делу историјске области Полог. Насеље је положено у средишњем делу Полошког поља. Даље ка западу се издиже Шар-планина, а ка истоку издиже Сува гора. Источно од села протиче Вардар. Надморска висина насеља је приближно 440 метара.
Клима у насељу је умерено континентална.

## Становништво
По попису становништва из 2002. године Доње Седларце је имало 693 становника.
Претежно становништво у насељу су етнички Македонци (99%), а остало су махом Срби. 
Већинска вероисповест у насељу је православље. 